# Saint-Domineuc
Saint-Domineuc (bret. Landoveneg) – miejscowość i gmina we Francji, w regionie Bretania, w departamencie Ille-et-Vilaine.
Według danych na rok 1990 gminę zamieszkiwało 1339 osób, a gęstość zaludnienia wynosiła 85 osób/km² (wśród 1269 gmin Bretanii Saint-Domineuc plasuje się na 467. miejscu pod względem liczby ludności, natomiast pod względem powierzchni na miejscu 634.).